# Köprüköy
Köprüköy là một huyện thuộc tỉnh Erzurum, Thổ Nhĩ Kỳ. Huyện có diện tích 465 km² và dân số thời điểm năm 2007 là 18909 người, mật độ 41 người/km².